# Kazimierz Piotr Miłkowski
Kazimierz Piotr Miłkowski (ur. w 1842, zm. po 1905) – szachista polski, mistrz Warszawy.

## Życiorys
Miłkowski pochodził z ziemi radomskiej. Po ukończeniu gimnazjum przeniósł się do Warszawy, gdzie przez pewien czas studiował w Szkole Głównej. Od połowy lat 80. XIX wieku próbował swoich sił w rywalizacji szachowej, nie były to jednak początki łatwe; przegrał m.in. w 1885 kilka pojedynków ze starszym od siebie literatem i pedagogiem Edwardem Siwińskim, którego nieuleczalna choroba zmuszała do gry "na ślepo". Z nieznanych powodów na około dziesięć lat Miłkowski opuścił Warszawę, prawdopodobnie przebywał za granicą.
Po powrocie do Warszawy w 1897 podjął pracę w Banku Polskim. Jako szachista prezentował już wówczas poziom nieporównywalnie wyższy, co znalazło niebawem potwierdzenie w trzecich mistrzostwach miasta rozegranych jesienią 1897. Miłkowski okazał się najlepszy w gronie 22 szachistów, zdobywając w 42 partiach 35 punkty; za rywali miał wielu znanych warszawskich graczy, m.in. Jana Kopczyńskiego, Jana Kleczyńskiego (syna), Jana Sobieszczańskiego. Tytuł mistrza Warszawy obronił w 1898.
Do rywali Miłkowskiego należeli także inni silni szachiści — Szymon Winawer, Jan Taubenhaus, Salomon Langleben, Aleksander Flamberg. W 1899 Miłkowski należał do grona pierwszych członków Warszawskiego Towarzystwa Zwolenników Gry Szachowej i na przełomie 1899 i 1900 wystąpił w turnieju tzw. handicapowym, tj. uwzględniającym siłę poszczególnych graczy. W imprezie tej podzielił III-IV lokatę wspólnie z Kopczyńskim, wyprzedzony jedynie przez głównych faworytów Winawera i Taubenhausa, chociaż obu zdołał pokonać w bezpośrednich pojedynkach (zgodnie z regułami turnieju handicapowego mając i z Winawerem, i z Taubenhausem przewagę piona). Przydzielony został wówczas do graczy warszawskich I kategorii.
W 1902, w kolejnym turnieju Warszawskiego Towarzystwa Zwolenników Gry Szachowej Miłkowski zajął III miejsce, tym razem za Flambergiem i Langlebenem. Identyczny rezultat zanotował w swoim ostatnim znanym występie turniejowym, na przełomie 1904 i 1905, ponownie plasując się za Langlebenem i Flambergiem. Obu tych graczy, cieszących się uznaniem międzynarodowym, kilkakrotnie pokonał. W opinii redaktora Juliusza Madfesa, wyrażonej na łamach pisma "Chwila" w latach 30. XX wieku, Miłkowski należał do "graczy o sile mistrzów międzynarodowych", którzy pojawili się w szachach warszawskich i łódzkich po powstaniu styczniowym; postawiony został w jednym rzędzie z Szymonem Winawerem, Arturem Popławskim, Józefem Żabińskim, Janem Taubenhausem, Janem Kleczyńskim (ojcem), Szymonem Methalem, Michałem Landauem, Władysławem Bogusławskim i Albertem Szczawińskim. 
W turnieju z przełomu 1904 i 1905 Miłkowski występował już jako emeryt. Dalsze jego losy nie są znane, niewykluczone, że opuścił stolicę i zmarł na prowincji lub za granicą (nie udało się odnaleźć jego nekrologu w prasie warszawskiej).